# Association Clubs Hemptinne-Eghezée
Maillots
Dernière mise à jour : 11 juin 2015.
L'Association Clubs Hemptinne-Eghezée est un ancien club de football belge, localisé dans la commune d'Éghezée, en province de Namur. Le club, porteur du matricule 4286, est issu de la fusion du Sporting Club Éghezée et de l'Alliance Sportive Hemptinne.
Il a évolué durant dix saisons dans les séries nationales, dont cinq en Division 3. Victime de gros problèmes financiers, le club est placé en "inactivité" en 1998 puis reste en "instance de démission" depuis juin 1999.

## Histoire

### D'un Racing à l'autre
Un premier club de football baptisé Racing Club Hemptinne existe dans la commune d'Hemptinne. Il s'affilie sous ce nom le 19 octobre 1927 auprès de l'Union Belge et reçoit le matricule 1105. Le 12 juin 1929, ce club prend le nom de L'Entente Hemptinne. Le matricule 1105 démissionne (ou est démissionné) le 23 octobre 1933.
Un club, de nouveau dénommé Racing Club Hemptinne s'affilie à l'URBSFA, le 7 octobre 1938. Il reçoit le matricule 2723. Durant la  Seconde Guerre mondiale, des rapprochements ont lieu avec d'autres cercles des environs. Le 3 septembre 1945; le Racing Club Hemptinne (matricule 2723) fusionne avec le Sporting Club Branchon (matricule 3082) et l'Union Sportive (matricule 3124) pour former l'Alliance Sportive Hemptinne. Comme le veut le règlement appliqué à l'époque, les trois matricules sont démissionnaire et le club formé reçoit un nouveau matricule. Dans ce cas, c'est le n° 4286.

### L'ASH se fait lentement un nom
Le club grimpe petit à petit les échelons provinciaux, et atteint la Promotion pour la première fois de son Histoire en 1984. Il est versé dans la même série que le Sporting Club Éghezée, club de l'entité voisine d'Éghezée, promu quelques années plus tôt. Cette première expérience en nationales est assez difficile pour le club, qui termine avant-dernier et est relégué en première provinciale après une saison.
Le club remonte en Promotion en 1989, et retrouve son rival d'Éghezée. Cette fois, le club obtient de meilleurs résultats, et termine quatrième de sa série lors de sa première saison, et deuxième la saison suivante. Les dirigeants du club, le président Louis Gemine en tête, souhaitent alors mener le club à un niveau plus élevé, mais les infrastructures d'Hemptinne ne le permettent pas.

### Création de l'ACHE
Une solution est trouvée grâce à une fusion avec le SC Éghezée, relégué en provinciales en 1991 mais qui dispose avec le « Stade Rubay », d'installations plus en phase avec les ambitions des dirigeants. Le nouveau club est baptisé Association Clubs Hemptinne-Eghezée, communément abrégé en A.C.H.E. ou ACHE. Il conserve le matricule 4286 de l'AS Hemptinne et reste en Promotion.
Pour sa première saison après la fusion, l'ACHE remporte sa série de Promotion, et monte pour la première fois en Division 3. Pas préparé pour une montée si précoce, le club termine dernier et est relégué en Promotion après une saison. Ce retour au quatrième niveau national ne dure qu'un an : Hemptinne-Eghezée remporte un nouveau titre de Promotion et remonte ainsi en troisième division. Le club se stabilise pendant trois ans en milieu de classement, mais il ne peut éviter la relégation au terme de la saison 1997-1998. Sujet à de gros problèmes financiers, le club ne descend finalement pas en Promotion car il est placé en INACTIVITE le 1er juillet 1998 . Ensuite, du 1er juin 1999 au 31 décembre 2010, le matricule 4286 est placé et reste en INSTANCE DE DEMISSION.
En juin 2015, le matricule 4286 n'a toujours pas été radié. Il est toujours en instance de démission et administré par l'avocat namurois Gaspar Navez.

### Relance d'un autre cercle
En 1999, un nouveau club est fondé à Hemptinne, baptisé Renaissance Sportive Hemptinne. Il reçoit le matricule 9342 lors de son affiliation à l'Union Belge, et évolue depuis dans les séries provinciales namuroises.

## Résultats dans les divisions nationales
Statistiques clôturées, club disparu

### Palmarès
- 2 fois champion de Belgique de Promotion en 1992 et 1994.

### Bilan
| Niv | Divisions     | Jouées | Titres | TM Up | TM Down |
| --- | ------------- | ------ | ------ | ----- | ------- |
| I   | 1er nationale | 0      | 0      |       |         |
| II  | 2e nationale  | 0      | 0      |       |         |
| III | 3e nationale  | 5      | 0      |       |         |
| IV  | 4e nationale  | 5      | 2      |       |         |
|     |               |        |        |       |         |
|     | TOTAUX        | 10     | 2      |       |         |

- TM Up= test-match pour départager des égalités, ou toutes formes de Barrages ou de Tour final pour une montée éventuelle.
- TM Down= test-match pour départager des égalités, ou toutes formes de Barrages ou de Tour final pour le maintien.

### Classements saison par saison
| Ordre               | Saison  | Nom du club                                              | Niveau                                                   | Classement final                                         | Remarques                                                |
| ------------------- | ------- | -------------------------------------------------------- | -------------------------------------------------------- | -------------------------------------------------------- | -------------------------------------------------------- |
| 1                   | 1984-85 | AS Hemptinne                                             | Promotion série D                                        | 15e/16                                                   | Relégué!                                                 |
| séries provinciales |         |                                                          |                                                          |                                                          |                                                          |
| 2                   | 1989-90 | AS Hemptinne                                             | Promotion série D                                        | 4e/16                                                    |                                                          |
| 3                   | 1990-91 | AS Hemptinne                                             | Promotion série C                                        | 3e/16                                                    |                                                          |
| 4                   | 1991-92 | A.C.H.E.                                                 | Promotion série D                                        | 1er/16                                                   | Champion et promu!                                       |
| 5                   | 1992-93 | A.C.H.E.                                                 | Division 3 série A                                       | 16e/16                                                   | Relégué!                                                 |
| 6                   | 1993-94 | A.C.H.E.                                                 | Promotion série D                                        | 1er/16                                                   | Champion et promu!                                       |
| 7                   | 1994-95 | A.C.H.E.                                                 | Division 3 série B                                       | 6e/16                                                    |                                                          |
| 8                   | 1995-96 | A.C.H.E.                                                 | Division 3 série A                                       | 12e/16                                                   |                                                          |
| 9                   | 1996-97 | A.C.H.E.                                                 | Division 3 série A                                       | 12e/16                                                   |                                                          |
| 10                  | 1997-98 | A.C.H.E.                                                 | Division 3 série A                                       | 15e/16                                                   | Relégué!                                                 |
|                     | 1998    | Arrêt des activités du club, le matricule 4286 est radié | Arrêt des activités du club, le matricule 4286 est radié | Arrêt des activités du club, le matricule 4286 est radié | Arrêt des activités du club, le matricule 4286 est radié |